# Фудзівара-но Канесуке
Фудзівара-но Канесуке (яп. 藤原 兼輔; 877 — 21 березня 933) — середньовічний японський державний діяч, поет, письменник періоду Хейан. Один з «36 видатних поетів Японії» (Тридцять шість безсмертних поетів).

## Життєпис
Походив з роду Північних Фудзівара, гілки клану Фудзівара. Син Фудзівара-но Тосімото (онука Фудзівара-но Фуюцуґу), тюдзьо (заступника) голови Правої внутрішньої палацової гвардії. Мати походила з клану Отомо. Народився Канесуке у 877 році. Здобув гарну освіту в школі кангаку-ін.
Розпочав службу при імператорському дворі у 897 році. 898 року призначено радником камі (губернатора) провінції Санукі. 901 року призначено молодшим офіцером Правої зовнішньої палацової гвардії. 902 року надано нижчу ступінь молодшого п'ятого рангу. 903 року отримує посаду заступника голови управління палацових комор (найдзьо-рьо) Центрального міністерства. 907 року призначено старшим офіцером Правої середньої палацової гвардії. 909 року стає заступником куродо-гасіра (голови імператорських секретарів).
910 року отримує вищий ступінь молодшого п'ятого рангу. 913 року стає сьосьо (молодшим командиром) Лівої внутрішньої палацової гвардії. 914 року призначено заступником губернатора провінції Омі. 915 стає власником старшого п'ятого рангу. 917 року очолив найдзьо-рьо. Наприкінці року отримав молодший четвертий ранг. 919 року очолив провінцію Бідзен.
921 року стає тимчасовим санґі. Того ж року призначено заступником голови Лівої внутрішньої палацової гвардії (са-коно'ефу). 924 року очолив провінцію Омі. 927 року надано молодший третій ранг і призначено середнім державним радником.
930 року стає головою Правої середньої палацової гвардії. Помер 933 року.

## Творчість
Складав вірші у стилі вака. Мав власну збірку «Канесуке-сю». Також 55 віршів включено в імператорські поетичні антології «Хякунін іс-сю», «Кокін вака-сю», «Госен вака-сю». Також є автором біографії Сьотоку-тайсі.
Відомий був своєю пристрастю до вина і саке, яким присвятив чимало віршів.

## Родина
1. Дружина — донька Фудзівара-но Садаката
Діти:
- Кувако, наложниця імператора Дайґо

2. Дружина — невідома
Діти:
- Фудзівара-но Масатада (д/н—961), дід письменниці Мурасакі Сікібу
- Фудзівара-но Тамейорі (д/н—958)
- донька
- донька
- донька